# Al-Dschahra (Stadt)
al-Dschahra (arabisch الجهراء, DMG al-Ǧahrāʾ; auch Al-Jahra) ist eine Stadt in Kuwait innerhalb des gleichnamigen Gouvernements. Im Jahr 2018 wurde die Einwohnerzahl auf 76.296 im Distrikt al-Dschahra selbst und 452.259 in der kompletten Stadt geschätzt. Sie liegt im äußersten Osten ihres Gouvernements und grenzt dort an das Gouvernement al-Asima. Nebst dem Hauptdistrikt ist die Stadt zudem noch in die Distrikte Qasr, Naseem, Oyoun, Saad Al Abdullah sowie in die Amgarah und die al-Jahra Industrial Area eingeteilt.

## Verkehr
Durch die südöstliche Grenze des Distrikts al-Dschahra verläuft die al-Atraf Street, welche aus der Jahra Road nördlich entspringt, welche wiederum die nordwestliche Grenze des Distrikts durchgehend flankiert. Diese war im zweiten Golfkrieg Teil des sogenannten Highway of Death.

## Sport
Die Stadt beheimatet den al-Jahra SC, dessen Heimspielstätte, das Al Shabab Mubarak Alaiar Stadium, seinen Sitz im nordöstlichen Distrikt Qasr hat.